# Récourt
Récourt ist eine französische Gemeinde mit 295 Einwohnern (Stand 1. Januar 2022) im Département Pas-de-Calais in der Region Hauts-de-France. Sie gehört zum Arrondissement Arras und zum Kanton Brebières (bis 2015 Kanton Vitry-en-Artois).
Die Gemeinde liegt rund 13 Kilometer südsüdwestlich von Douai an der Grenze zum benachbarten Département Nord. Nachbargemeinden von Récourt sind Lécluse im Norden (Département Nord),  Écourt-Saint-Quentin im Osten, Saudemont im Süden und Dury im Westen.

## Bevölkerungsentwicklung
| Jahr      | 1962 | 1968 | 1975 | 1982 | 1990 | 1999 | 2007 |
| Einwohner | 105  | 103  | 82   | 101  | 199  | 221  | 231  |

## Sehenswürdigkeiten
- Kirche Notre-Dame (1613)

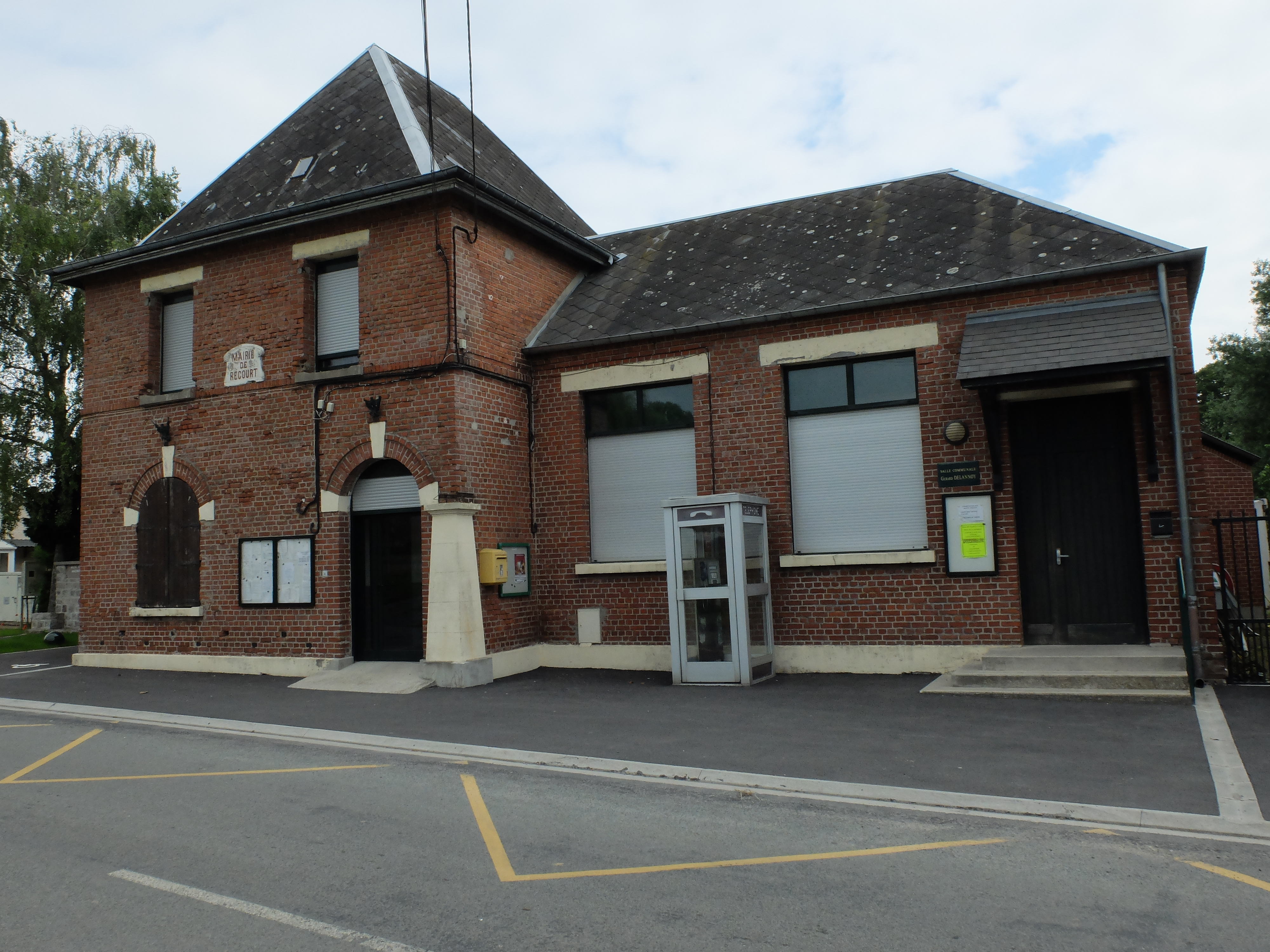
Mairie Récourt
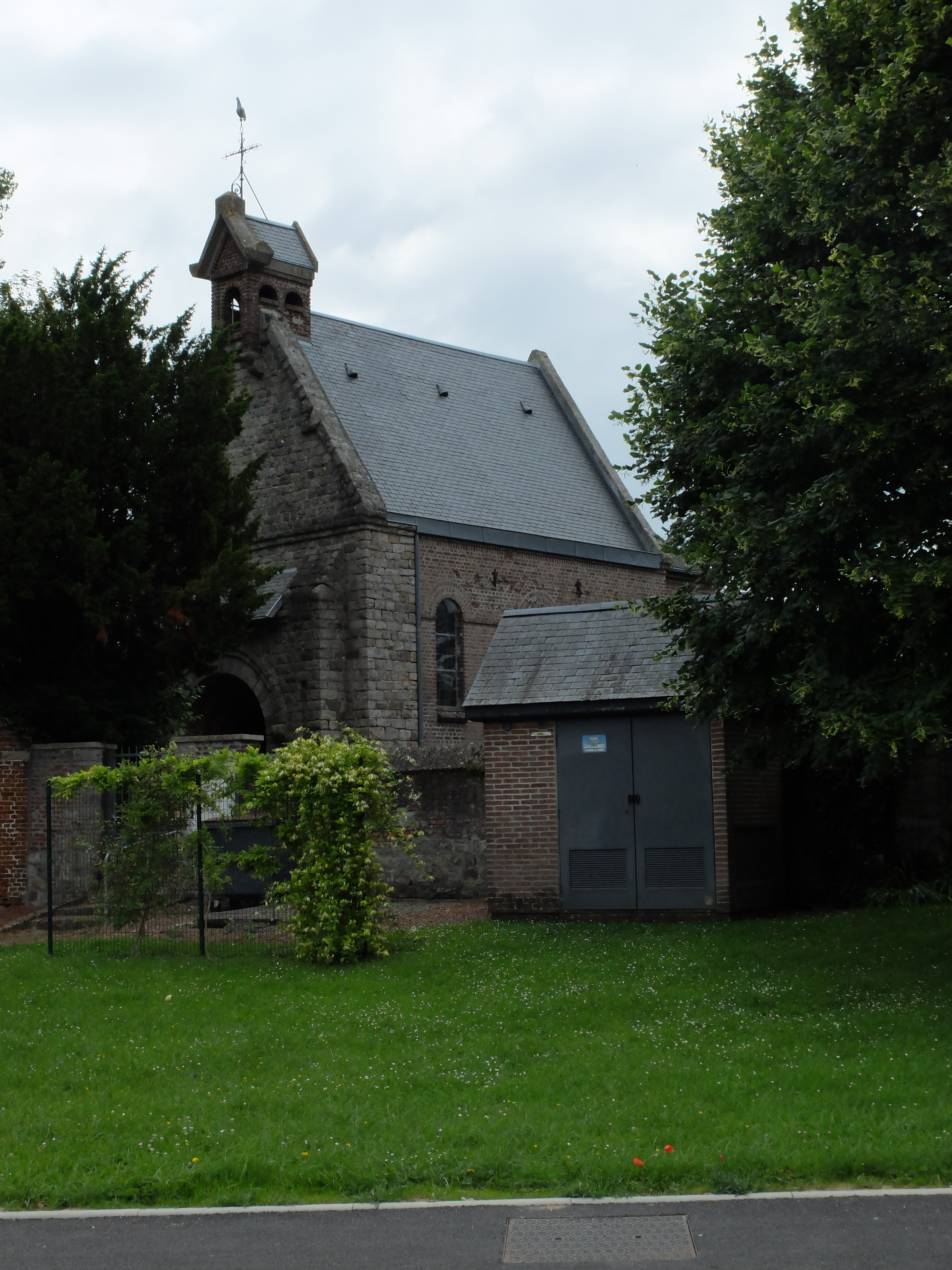
Kirche Notre-Dame